# Kieran Smith
Kieran Smith (Ridgefield, 20 de agosto de 2000) é um nadador estadunidense, medalhista olímpico.

## Carreira

### Tóquio 2020
Smith conquistou a medalha de bronze nos Jogos Olímpicos de Verão de 2020 em Tóquio na prova de 400 m livre masculino com a marca de 3:43.94.

### 2022
Em 23 de junho, ao lado de Carson Foster, Drew Kibler e Trenton Julian, obteve o ouro no 4x200 m livre do Campeonato Mundial de Esportes Aquáticos em Budapeste.
Em 13 de dezembro, ficou em terceiro lugar no 4x100 m livre do Mundial em Piscina Curta em Melbourne. Dois dia depois, ganhou o título e estabeleceu o novo recorde das Américas no 400 m livre do mesmo evento com o tempo de três minutos, 34 segundos e 38 centésimos. Em 16 de dezembro, conquistou o ouro no 4x200 livre, em que seu time quebrou a marca mundial da prova. Dois dias depois, ainda em Melbourne, a equipe dos Estados Unidos do 4x100 m medley, da qual Smith foi um dos integrantes que participou da final, dividiu o título e o novo recorde mundial da categoria com a Austrália.